# جو كيلي
جو كيلي (بالإنجليزية: Joe Kelly)‏ (و. 1913 – 1993 م) هو سائق فورمولا 1، وسائق سيارة سباق، من جمهورية أيرلندا، ولد في دبلن، توفي عن عمر يناهز 80 عاماً.